# Пайор, Сергей Евгеньевич
Сергей Евгеньевич Пайо́р (род. 29 июня 1984, Омск) — российский хоккеист, нападающий. Мастер спорта России.

## Биография
Отец был заместителем начальника колонии строго режима, погиб в 1991 году при исполнении служебных обязанностей. Старший брат тоже умер. Мать работала учителем русского языка и литературы.
Воспитанник омской СДЮСШОР № 22. Начинал играть в команде «Авангард-ВДВ» (2001/02 — 2002/03). В сезонах 2003/04 — 2004/05 выступал за «Омских ястребов». В сезоне 2003/04, в котором «Авангард» стал чемпионом России, провёл за команду один матч. Выступал за клубы «Энергия» Кемерово и «Липецк» (2004/05), «Омские ястребы» (2005/06), «Нефтяник» Лениногорск (2005/06, 2007/08), «Авангард» и «Авангард-2» (2006/07), «Сибирь» (2007/08), «Автомобилист» Екатеринбург (2008/09), «Мечел» Челябинск (2009/10 — 2010/11, 2011/12), «Трактор» (КХЛ, 2011/12), «Кубань» (2012/13 — 2014/15), ТХК (2015/16), «Рубин» (2016/17), «Ермак» (2017/18).
В сезоне 2018/19 играл за южнокорейский клуб Азиатской хоккейной лиги «Хай1». В чемпионате Румынии игрок клубов «Дунэря» (2019/20 — 2020/21, с 2023/24) и «Харомсеки Адьюшок» Тыргу-Секуеск (2021/22 — 2022/23).
Бронзовый призёр чемпионата России (2007). Бронзовый призёр чемпионата ВХЛ (2016).